# Louis Guanella

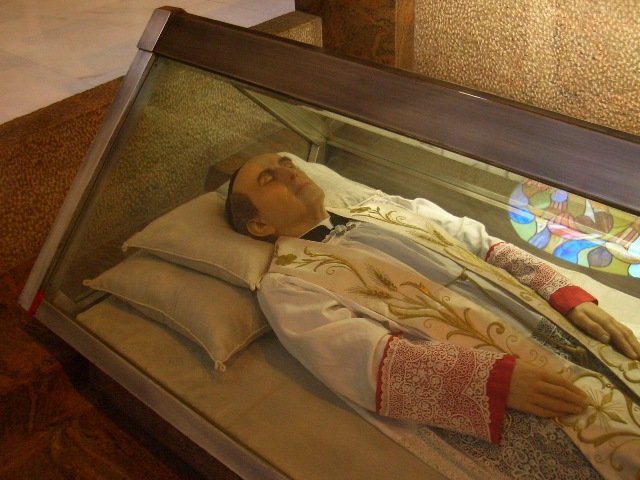
Le corps de Louis Guanella exposé au sanctuaire.

Louis Guanella (Campodolcino, 19 décembre 1842 - Côme, 24 octobre 1915) est un prêtre catholique italien, fondateur des Filles de Sainte Marie de la Divine Providence et des Serviteurs de la charité. Il est reconnu saint par l'Église catholique et fêté le 24 octobre.

## Biographie
Fils de Lorenzo et de Maria Bianchi, neuvième d'une fratrie de treize, Louis Guanella est né à Fradiscio (commune de Campodolcino) en Italie. Entré au séminaire à l'âge de 12 ans, il est ordonné prêtre à Côme en 1866 et rapidement nommé curé à Savogno (commune de Piuro).
Contemporain de Jean Bosco, il vit un temps chez les salésiens. Particulièrement attentif aux besoins des personnes âgées, handicapées ou des jeunes, il fonde trois communautés religieuses.
Il meurt le 24 octobre 1915 à l'âge de 72 ans. Ses restes reposent dans le sanctuaire du Sacré-Cœur à Côme.

## Fondations
- Les Serviteurs de la charité.
- Les Filles de Sainte Marie de la Divine Providence.
- La confrérie de la Pieuse Union du Passage de St Joseph.

## Béatification - canonisation

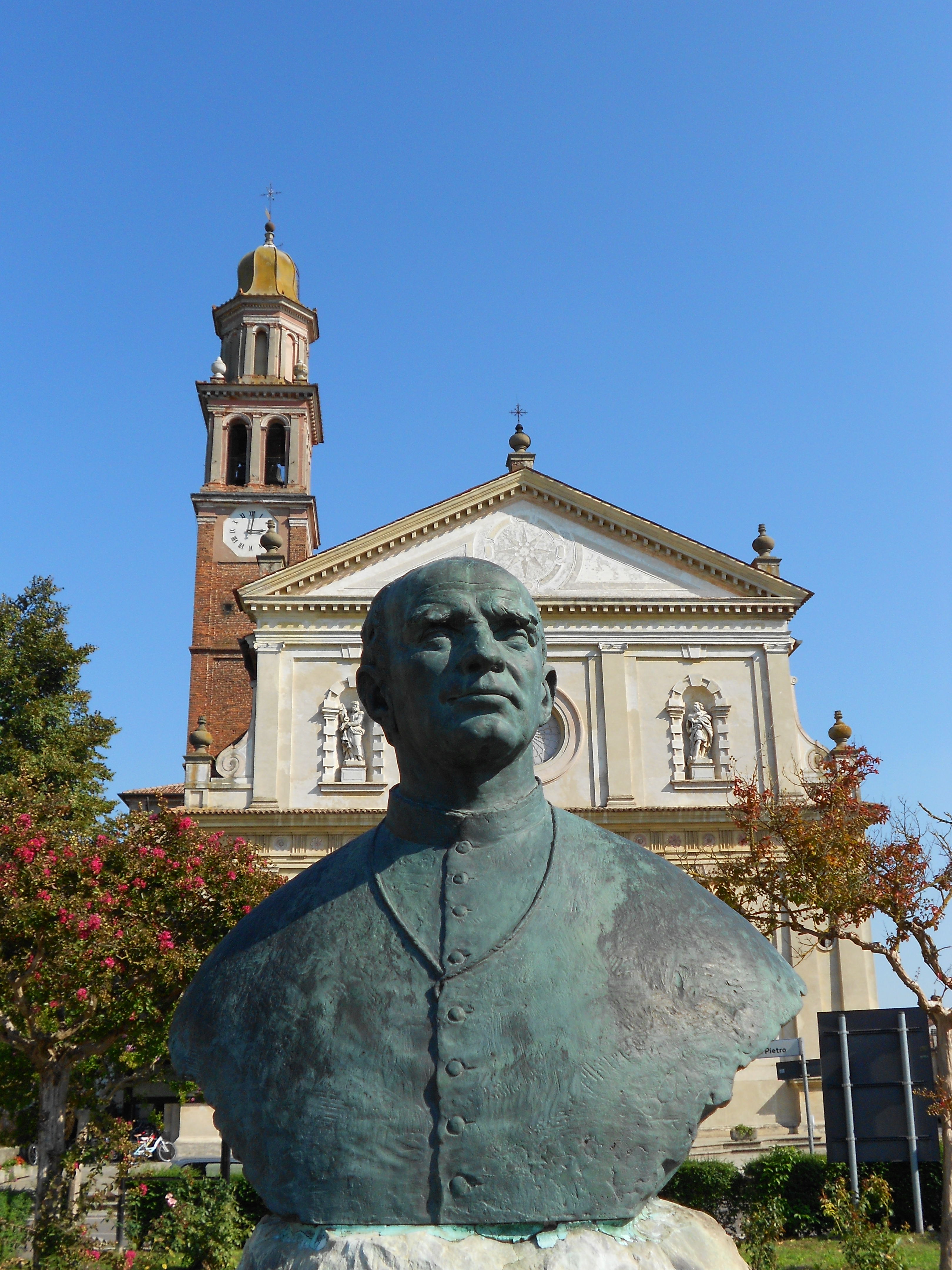
Monument à saint Louis Guanella, Fratta Polesine, Rovigo.

- Louis Guanella est béatifié le 25 octobre 1964 à Rome par le Pape Paul VI ,
- Il est canonisé le 23 octobre 2011 par le pape Benoît XVI à la suite de la ratification d'un miracle opéré en 2002 sur un jeune homme américain.
- Sa fête est fixée au 24 octobre

## Œuvres
(écrites en italien)
- Le vie della Provvidenza, Memorie autobiografiche, Ed. Nuove Frontiere, Roma, 1988.
- Scritti per le Congregazioni, vol. IV, Ed. Nuove Frontiere, Roma 1988, pp. 1482.
- Scritti per l’anno liturgico, vol. I, Ed. Nuove Frontiere, Roma 1992, pp. 1400.
- Scritti storici e Agiografici, vol. II/1, Ed. Nuove Frontiere, Roma 1995, pp. 1217.
- Scritti storici e Agiografici, vol. II/2, Ed. Nuove Frontiere, Roma 1997, pp. 654.
- Scritti morali e catechistici, vol. III, Ed. Nuove Frontiere, Roma 1999, pp. 1255.

## Sources
- (it) Cet article est partiellement ou en totalité issu de l’article de Wikipédia en italien intitulé « Luigi Guanella » (voir la liste des auteurs).

### Filmographie
- Abbé Luigi Guanella, le saint de la charité. Film